# Wallace c. United Grain Growers Ltd.
Wallace c. United Grain Growers Ltd.  est un arrêt de principe  de la Cour suprême du Canada rendu en 1997 dans le domaine du droit du travail canadien, qui concerne plus particulièrement la détermination des dommages-intérêts pour un congédiement injustifié.

## Les faits
En 1972, Public Press (une filiale de United Grain Growers) a étendu ses activités dans l'impression commerciale grâce à l'acquisition d'une rotative et a embauché Wallace, qui avait de l'expérience dans la vente de tels produits. Comme Wallace avait 46 ans, il a demandé et obtenu l'assurance qu'il serait traité équitablement et qu'il aurait une garantie de sécurité d'emploi jusqu'à au moins son 65e anniversaire.
Wallace était le meilleur vendeur de l'entreprise tout au long de son emploi, qui a pris fin en 1986 sans explication. Dans une lettre publiée après le congédiement, UGG a affirmé que « la principale raison de son licenciement était son incapacité à s'acquitter de ses fonctions de manière satisfaisante". Avant la terminaison de son emploi, Wallace a fait faillite en 1985, dont il a été libéré en 1988.
Il a poursuivi UGG pour congédiement injustifié, réclamant des dommages-intérêts pour :
- ses perte de revenus, y compris le salaire et les commissions qui auraient été perçues pendant la durée non écoulée d'un contrat à durée déterminée, ou à défaut,
- les montants qui auraient été gagnés dans le cadre d'une période de préavis raisonnable, ainsi que
- les dommages-intérêts pour souffrance morale ou dommages-intérêts majorés, dommages-intérêts punitifs ou exemplaires et dommages-intérêts spéciaux.

Pour sa défense, UGG a affirmé  que:
- le congédiement était motivé (affirmation qui a été retirée à l'ouverture du procès),
- le contrat n'était pas à durée déterminée, et
- la demande relative à la détresse psychologique était prescrite en vertu de la loi manitobaine relative à la prescription des actions, car la description de sa nature a été insérée en tant que modification hors délai.

## Jugement de la Cour du Banc de la Reine
À l'audience initiale, le juge Lockwood a conclu que, comme Wallace était un failli non libéré, il n'avait pas la capacité d'intenter une action de son propre chef. Son appel devant la Cour d'appel du Manitoba a été suspendu jusqu'à la fin du procès, qui a été repris sous réserve de l'issue de l'appel sur la question de la faillite.
Dans son jugement qui en a résulté, le juge Lockwood a conclu que, sous réserve de ce qui précède :
- le contrat n'était pas à durée déterminée, car une telle modification de la politique de l'entreprise nécessitait l'approbation du directeur général, du président ou du responsable des ressources humaines
- dans ce cas, un délai de préavis raisonnable pour Wallace serait de 24 mois, avec des dommages-intérêts calculés en conséquence,
- les réclamations pour détresse mentale ont été faites à la fois contractuellement et délictuellement,
- la reformulation de la réclamation pour détresse mentale n'a pas été faite hors du temps, car il s'agissait d'une clarification apportée à la suite de l'arrêt Vorvis,, et
- La conduite d'UGG n'est pas suffisamment répréhensible pour justifier l'octroi de dommages-intérêts punitifs.

En conséquence, il a accordé des dommages-intérêts de 157 700 $ pour congédiement injustifié et de 15 000 $ à titre de dommages-intérêts majorés pour le préjudice moral.

## Jugement de la Cour d'appel du Manitoba
La Cour a accueilli un appel et un appel incident. Dans sa décision, le juge en chef Scott a jugé que :
- Wallace a la capacité d'intenter des poursuites dans cette affaire, non pas au motif que les salaires sont exempts des biens qui sont dévolus au syndic de faillite en vertu du droit canadien de la faillite[11], mais sur le fondement que les biens acquis après la date de la faillite ne sont pas automatiquement dévolus au syndic de manière à empêcher le failli de maintenir une action[12],[13],[14].
- 15 mois est un délai de préavis plus raisonnable, car les 24 mois indiquent qu'un élément de dommages-intérêts majorés s'est glissé dans la décision du juge de première instance[15],[16] et
- Les dommages-intérêts majorés ne s'appliquent pas car l'arrêt Vorvis a estimé que tout dommage au-delà de l'indemnisation pour rupture de contrat pour défaut de donner un préavis raisonnable « doit se fonder sur un comportement donnant lui‑même ouverture à un droit d’action »[17],[18]

Wallace a interjeté appel de la décision devant la Cour suprême du Canada pour les motifs suivants :

« a. Existait‑il un contrat à durée déterminée? 
b.   La Cour d’appel a‑t‑elle commis une erreur en écartant l’attribution, par le juge de première instance, de dommages‑intérêts majorés résultant de souffrances morales?
c.   L’appelant peut‑il intenter des poursuites fondées sur la responsabilité contractuelle ou délictuelle pour «renvoi de mauvaise foi»?
d.    L’appelant a‑t‑il droit à des dommages‑intérêts punitifs?
e.   La Cour d’appel a‑t‑elle commis une erreur en ramenant de 24 à 15 mois la période de préavis raisonnable »

## Jugement de la Cour suprême
Dans un jugement rendu à 6 juges contre 3, le pourvoi de Wallace a été accueilli. La Cour a rejeté à l'unanimité l'appel incident de United Grain Growers.

## Motifs du jugement

### Appel incident
Contrairement aux faits de l'arrêt Cohen, Wallace ne s'est impliqué dans aucune transaction de bonne foi avec un tiers pour une  valeur en argent après la cession de ses biens en faillite. À ce sujet, la Cour affirme que :

« Selon ma perception de l’affaire, la nature fondamentale des dommages‑intérêts accordés dans une action pour congédiement injustifié ressemble clairement à celle du «salaire» dont il est question au par. 68(1).  En l’absence de motif valable, l’employeur reste libre de congédier un employé en tout temps à la condition de lui donner un préavis raisonnable en ce sens. Pour fournir à l’employé un préavis raisonnable, l’employeur a deux choix : soit exiger de l’employé qu’il continue de travailler durant cette période, soit lui verser un salaire tenant lieu de préavis : D. Harris, Wrongful Dismissal (1989 (feuilles mobiles)), à la p. 3‑10. Il n’y a pas de doute que, si l’employeur choisit d’exiger de l’employé qu’il continue de travailler durant la période de préavis, ses gains durant cette période constitueront un traitement ou salaire au sens du par. 68(1) de la Loi.  La seule différence existant entre ces gains et le salaire tenant lieu de préavis est que l’employé reçoit une somme forfaitaire au lieu de recevoir cette somme étalée sur la période de préavis.  La nature de ces fonds reste la même et le par. 68(1) s’appliquera donc aussi dans ces circonstances. »

#### Jugement de la majorité sur le pourvoi principal
En appel, le juge Frank Iacobucci a déclaré que :
- Les cours inférieures n'ont pas commis d'erreur en statuant qu'il n'existait pas de contrat à durée déterminée[21],
- Lorsque la manière dont le congédiement a été effectué a causé des souffrances morales mais ne constitue pas une  faute donnant elle‑même ouverture à un droit d’action, le juge de première instance a le pouvoir discrétionnaire de prolonger la période de préavis raisonnable à laquelle un employé a droit[22].
- Un employé ne peut pas poursuivre en responsabilité délictuelle ou contractuelle pour « renvoi de mauvaise foi », car la loi ne reconnaît aucune exigence de bonne foi ou de traitement équitable[23].
- Il n'y a aucun fondement à l'octroi de dommages-intérêts punitifs, car UGG n'a pas eu un comportement suffisamment « dur, vengeur, répréhensible et malicieux » pour que cela se produise[24].
- L'octroi de 24 mois par le juge de première instance était raisonnable, étant donné qu'une conduite de mauvaise foi prenant la forme d'un congédiement est un autre facteur qui est correctement compensé par un ajout à la période de préavis[25].

En développant ce dernier élément, le juge a déclaré que :

« Il n’est pas possible de définir exactement l’obligation de bonne foi et de traitement équitable. Cependant, je crois tout au moins que, dans le cadre d’un congédiement, les employeurs doivent être francs, raisonnables et honnêtes avec leurs employés et éviter de se comporter de façon inéquitable ou de faire preuve de mauvaise foi en étant, par exemple, menteurs, trompeurs ou trop implacables. »

## Dissidence relativement au pourvoi principal
Tout en étant d'accord avec la majorité à bien des égards, la juge Beverley McLachlin (telle était alors son titre) était en désaccord sur deux points :
1. L'octroi de dommages-intérêts pour congédiement injustifié devrait être limité aux facteurs pertinents aux fins de trouver un autre emploi. Il s'ensuit que la période de préavis sur laquelle ces dommages-intérêts reposent ne devrait être augmentée pour le manière dont le congédiement a été effectué que si cela a un impact sur les perspectives de réemploi de l'employé[27].
2. Le droit a évolué pour permettre la reconnaissance d'une obligation implicite de bonne foi lors de la terminaison l'emploi[28].

Par conséquent, en plus de rétablir les dommages-intérêts pour un préavis raisonnable à 24 mois, elle aurait également rétabli l'indemnité pour dommages-intérêts majorés. Elle expliqua ainsi son raisonnement :

« [119.] Je préfère ce deuxième point de vue pour les motifs qui suivent. Premièrement, il me semble plus compatible avec la nature de l’action pour congédiement injustifié. Deuxièmement, ce point de vue, contrairement à l’autre, respecte le principe selon lequel les dommages‑intérêts doivent reposer sur une cause d’action. Troisièmement, il me semble plus conforme à la jurisprudence, notamment à l’arrêt Vorvis c. Insurance Corporation of British Columbia [...] Quatrièmement, ce point de vue favorise davantage la certitude et la prévisibilité du droit en matière de dommages‑intérêts pour cessation d’emploi.  Enfin, il existe d’autres moyens tout aussi efficaces de réparer les préjudices imputables au mode de congédiement qui n’a pas d’incidence sur la possibilité de trouver un nouvel emploi. »

## Impact
L'augmentation du délai de préavis raisonnable suggérée par la Cour suprême du Canada est appelée « prolongement Wallace » et les allégations qui l'incluaient sont devenues si fréquentes que les tribunaux ont commencé à critiquer la pratique. Ce prolongement a par la suite été limité par la Cour suprême dans Honda Canada Inc. c. Keays, aux circonstances suivantes :
- Lorsque des dommages-intérêts sont accordés pour la manière dont le congédiement est effectué, ils ne devraient pas être accordés en prolongeant la période de préavis.
- Tous les dommages-intérêts découlant du mode de congédiement sont susceptibles d'être recouvrés s'ils découlent des circonstances énoncées dans Wallace.
- Toutefois, les dommages-intérêts accordés doivent refléter les dommages-intérêts effectivement subis et ne doivent pas constituer une prolongation arbitraire du délai de préavis.
- Des dommages-intérêts pour souffrances morales peuvent être octroyés, à condition qu'ils découlent naturellement de la rupture du contrat et du mode de congédiement
- Un faute donnant elle‑même ouverture à un droit d’action ne donnera pas lieu à des dommages-intérêts punitifs, car ils ne surviendront que lorsque le comportement en cause est « dur, vengeur, répréhensible et malicieux  et de nature extrême »[34].

La plupart des avocats considèrent que l'arrêt Wallace n'est pas mort, mais qu'il a évolué, et d'autres soulignent que les dommages-intérêts décrits  dans l'arrêt Keays peuvent entraîner des indemnités pécuniaires plus élevées dans certaines circonstances.
La jurisprudence subséquente a identifié plusieurs domaines clés où le comportement d'un employeur constituera de la mauvaise foi qui entraînera des dommages-intérêts au sens de l'arrêt Wallace :
- Faire de fausses accusations,
- Nuire aux chances du salarié de retrouver un emploi,
- Dénaturer les motifs de résiliation,
- Congédier un salarié pour assurer la privation d'un avantage, et
- Congédier le salarié devant des collègues.